# Mặt trận Lào Xây dựng Đất nước
Mặt trận Lào Xây dựng Đất nước (tiếng Lào: ແນວລາວສ້າງຊາດ, Neo Lao Sang Xat) được thành lập vào năm 1979, và được lãnh đạo bởi Đảng Nhân dân Cách mạng Lào. Nhiệm vụ là tổ chức quần chúng và các tổ chức chính trị-xã hội. Năm 1988, nhiệm vụ được mở rộng để bao gồm giải quyết vấn đề dân tộc thiểu số.Mặt trận cũng chịu trách nhiệm về công tác tôn giáo; tất cả các tổ chức tôn giáo của nước Lào phải đăng ký với mặt trận.

## Lịch sử

### Bối cảnh
Trong nhiều thập kỷ, Lào đã bị xâm chiếm bởi các quốc gia xung quanh. Đặc biệt là cuối thế kỷ XIX và đầu thể kỷ XX, Lào trở thành thuộc địa của Thực dân Pháp.
Pháp đã chiếm đóng toàn bộ lãnh thổ Lào, nhân dân các dân tộc Lào bị áp bức, bóc lột tàn bạo. Để chống lại các hành vi ấy, các cuộc khởi nghĩa đấu tranh ở nhiều địa phương đã nổ ra: 
- Khởi nghĩa Phokaduad (1901-1903) diễn ra tại Savannakhet, đường 9 Nam Lào, khu vực biên giới Việt-Lào.
- Khởi nghĩa Ong Keo và Ong Kommandam (1901-1937) diễn ra tại cao nguyên Bolaven.
- Khởi nghĩa Vue Pa Chay (1918-1922) diễn ra tại Bắc Lào và Tây Bắc Việt Nam.

Các cuộc khởi nghĩa này đều dẫn đến thất bại do nhiều nguyên nhân, nhưng các nguyên nhân chính là: do không có lý luận cách mạng, không có đường lối cách mạng rõ ràng, do chưa có đảng chính trị cách mạnh lãnh đạo nên quá trình đấu tranh còn manh mún, phân tán, không củng cố và huy động được lực lượng đoàn kết (nghĩa là chưa có sự tổ chức liên mình rộng rãi).
Ngay từ khi thành lập Đảng Cộng sản Đông Dương năm 1930, Đảng đã đề ra những chủ trương chiến lược và sách lược để tiến hành cách mạng ở Đông Dương, nhận thức rõ vai trò và tầm quan trọng của công tác Mặt trận. Vì vậy, Xứ ủy Ai Lao (Xứ Đảng bộ Đảng Cộng sản Đông Dương tại Lào) được thành lập ngày 9/9/1934, là bước đầu trong việc hoàn thiện và mở rộng tổ chức đảng, đoàn thể ở Lào; Đồng thời, Ban Chấp hành Trung ương Đảng Cộng sản Đông Dương ra Nghị quyết thành lập Liên minh độc lập nhân dân Lào, nêu rõ “Liên minh độc lập nhân dân Lào là một tổ chức liên minh chống giặc tại Lào”.

### 1945-1979
Đến năm 1945, lực lượng Lào Tự do (Lao Issara) ra đời vào ngày 21/3/1946, tức là chỉ sau hơn 4 tháng Lào tuyên bố giành độc lập (12/10/1945) tại Huyện Thakhek, tỉnh Khammouane, dưới sự chỉ huy của hoàng thân Souphanouvong, quân đội Issara Lào cùng nhân dân địa phương đã có nhiều trận đánh lớn và khốc liệt vào thẳng quân đội Pháp khi quay trở lại xâm lược Lào lần thứ 2. Nhưng đã gặp thất bại khiến hoàng thân Souphanouvong bị thương nặng và phải sang Thái Lan chữa trị trước khi quay trở lại Lào cùng Kaysone Phomvihane chính thức tuyên bố thành lập Quân đội Lào Issara vào năm 1949
Ngày 13/8/1950, Đại hội toàn quốc Mặt trận Lào kháng chiến được triệu tập tại tỉnh Tuyên Quang, Việt Nam. Thành lập Mặt trận Lào Tự do (Neo Lao Issara), do hoàng thân Souphanouvong làm Chủ tịch Ủy ban Trung ương Mặt trận Lào tự do. Đồng thời, Đại hội đã thông qua nghị quyết thành lập Chính phủ kháng chiến Lào gồm 6 thành viên, do hoàng thân Souphanouvong làm Thủ tướng và Bộ trưởng Bộ Ngoại giao, Kaysone Phomvihane làm Bộ trưởng Bộ Quốc phòng. Đại hội cũng đã thông qua 12 chính cương chính trị, thông qua quốc kỳ, quốc ca, và thành lập báo chí độc lập Lào.
Vào ngày 6-9 tháng 1 năm 1956, một cuộc họp của Mặt trận Lào Tự do được tổ chức tại Xon, tỉnh Huaphanh. Với tổng số 150 đại biểu, 138 đại biểu chính thức, cuộc họp lần này đã thống nhất đổi tên Mặt trận Lào Tự do thành Mặt trận Lào yêu nước (Neo Lao Hak Sat), trong đó hoàng thân Souphanouvong được bầu làm Chủ tịch Ủy ban Trung ương Mặt trận Lào yêu nước.
Mgày 9-11/9/1979, Đại hội đại biểu Mặt trận Lào yêu nước lần thứ IV được tổ chức tại Viêng Chăn với hơn 200 đại biểu, đại hội đã thống nhất đổi tên Mặt trận Lào yêu nước thành Mặt trận Lào Xây dựng Đất nước (Neo Lao Sang Xat).

## Vai trò
Mặt trận Lào Xây dựng Đất nước là một bộ phận của hệ thống chính trị của nước Cộng hòa Dân chủ Nhân dân Lào, với Đảng Nhân dân Cách mạng Lào làm nòng cốt và là nền tảng chính trị của Cộng hòa Dân chủ Nhân dân Lào, là nơi tập hợp khối đại đoàn kết toàn dân Lào nhằm tăng cường quyền làm chủ đất nước, là nơi hiệp thương dân chủ, đoàn kết và thống nhất hành động của các bên và Mặt trận Lào Xây dựng Đất nước.
Mặt trận Lào Xây dựng Đất nước là tổ chức chính trị của toàn xã hội, liên hiệp tự nguyện được hình thành trên cơ sở tự giác của các tổ chức chính trị, các tổ chức chính trị-xã hội, tổ chức xã hội và cá nhân đại diện cho các giai cấp, tầng lớp, dân tộc, tôn giáo, giới tính, lứa tuổi và đại diện nhân dân Lào đang sinh sống ở nước ngoài.

## Chức năng và nhiệm vụ
Mặt trận Lào Xây dựng Đất nước có những chức năng và nhiệm vụ sau:

### Chức năng
- Giáo dục và đoàn kết nhân dân các dân tộc hoạt động theo đường lối của Đảng và pháp luật của nhà nước;
- Giáo dục và đoàn kết các tôn giáo, hệ phái;
- Giáo dục, đoàn kết mọi tầng lớp nhân dân, những người có trình độ, trí thức, doanh nhân và các tổ chức xã hội hoạt động theo chủ trương của Đảng và pháp luật của Nhà nước;
- Hoàn thiện tổ chức bộ máy và đội ngũ cán bộ có chất lượng cao để hoàn thành tốt nhiệm vụ chính trị của Đảng, Nhà nước và nhân dân giao phó;
- Chủ động làm công tác chính trị-tư tưởng cho đội ngũ cán bộ;
- Theo dõi, kiểm tra khắc phục những mâu thuẫn trong xã hội và kiến nghị với các bên liên quan để khắc phục kịp thời.

### Nhiệm vụ
- Đoàn kết nhân dân các dân tộc, các tầng lớp, tôn giáo, giới tính, lứa tuổi trên cơ sở đường lối chính sách của Đảng và pháp luật của Nhà nước;
- Huy động mọi lực lượng trong xã hội thực hiện đường lối chính sách của Đảng, kế hoạch phát triển kinh tế-xã hội của Chính phủ;
- Lập các hội nghị cơ sở với nhân dân, giáo dục nhân dân, hòa giải nhân dân của các dân tộc với mục tiêu đoàn kết bền chặt;
- Góp phần xây dựng Đảng trong sạch, vững mạnh, xây dựng nhà nước pháp quyền, nhà nước của dân, do nhân dân, vì lợi ích của nhân dân;
- Theo dõi, kiểm tra hoạt động của Quốc hội, hội đồng địa phương và các cấp chính quyền;
- Phối hợp với các bên và tất cả các bên tham gia vào các hoạt động vì xã hội và cộng đồng đa dân tộc Lào;
- Góp phần vào nền ngoại giao nhân dân phù hợp với đường lối đối ngoại của Đảng.

## Quyền hạn
Mặt trận Lào Xây dựng Đất nước có những quyền hạn sau:
- Quyền nhận thông tin từ nhà nước, đảng ở tất cả các cấp;
- Nhận báo cáo thông tin công việc từ Mặt trận Lào Xây dựng Đất nước ở các cấp;
- Tham gia các cuộc họp của đảng, nhà nước và các tổ chức khác nhau ở cùng cấp;
- Báo cáo các điều kiện các tình huống khác nhau với cấp trên theo ngành dọc và ngành ngang;
- Được đào tạo, xây dựng về lý luận chính trị và nghiệp vụ;
- Được hưởng các quyền lợi và chính sách theo quy định của pháp luật;
- Được quyền quản lý trụ sở, công sở, cán bộ-công chức, vật tư, ngân sách và kinh phí của Mặt trận Lào Xây dựng Đất nước;
- Có quyền thực hiện các hoạt động đối ngoại theo đường lối của Đảng, chính sách và pháp luật của Nhà nước;

## Tổ chức
Mặt trận Lào Xây dựng Đất nước có 4 cấp:
- Cấp Trung ương (gọi là Mặt trận Lào Xây dựng Đất nước Trung ương)
- Cấp tỉnh, thủ đô (gọi là Mặt trận Lào Xây dựng Đất nước tỉnh, thủ đô)
- Cấp huyện, thành phố (gọi là Mặt trận Lào Xây dựng Đất nước huyện, thành phố)
- Cấp thôn, bản (gọi là Mặt trận Lào Xây dựng Đất nước thôn, bản)

### Đại hội Đại biểu Toàn quốc
Đại hội đại biểu toàn quốc Mặt trận Lào Xây dựng Đất nước được tổ chức 5 năm một lần; Đại hội Đại biểu Toàn quốc Mặt trận Lào Xây dựng Đất nước do Ủy ban Trung ương Mặt trận Lào Xây dựng Đất nước triệu tập dưới sự chỉ đạo của Ban Chấp hành Trung ương Đảng Nhân dân Cách mạng Lào

### Ủy ban Trung ương
Ủy ban Trung ương Mặt trận Lào Xây dựng Đất nước  là cơ quan triển khai công việc giữa hai nhiệm kỳ của Đại hội Đại biểu Toàn quốc Mặt trận Lào Xây dựng Đất nước.
Thành viên Ủy ban do Đại hội Đại biểu Toàn quốc bầu ra. Cơ cấu số lượng thành viên do Đại hội Đại biểu Toàn quốc phê chuẩn.

### Ban Thường vụ
Ban Thường trực Ủy ban Trung ương Mặt trận Lào Xây dựng Đất nước là tổ chức thường trực của Ủy ban Trung ương Mặt trận Lào Xây dựng Đất nước, thay mặt Ủy ban Trung ương Mặt trận Lào Xây dựng Đất nước trong thời gian giữa các phiên họp thường niên hàng năm.
Thành viên Ban Thường trực gồm Chủ tịch và các Phó Chủ tịch, một số ủy viên do Ủy ban Trung ương Mặt trận bầu ra.

## Chủ tịch
| STT                                                                  | Đại hội                                                   | Họ và tên                                                 | Nhiệm kỳ                                                  | Nhiệm kỳ                                                  | Chức vụ kiêm nhiệm                                                                           | Đảng phái                                                              | Ghi chú                                                   |
| STT                                                                  | Đại hội                                                   | Họ và tên                                                 | Bắt đầu                                                   | Kết thúc                                                  | Chức vụ kiêm nhiệm                                                                           | Đảng phái                                                              | Ghi chú                                                   |
| Chủ tịch Ủy ban Trung ương Mặt trận Lào Tự do (1950-1956)            | Chủ tịch Ủy ban Trung ương Mặt trận Lào Tự do (1950-1956) | Chủ tịch Ủy ban Trung ương Mặt trận Lào Tự do (1950-1956) | Chủ tịch Ủy ban Trung ương Mặt trận Lào Tự do (1950-1956) | Chủ tịch Ủy ban Trung ương Mặt trận Lào Tự do (1950-1956) | Chủ tịch Ủy ban Trung ương Mặt trận Lào Tự do (1950-1956)                                    | Chủ tịch Ủy ban Trung ương Mặt trận Lào Tự do (1950-1956)              | Chủ tịch Ủy ban Trung ương Mặt trận Lào Tự do (1950-1956) |
| -------------------------------------------------------------------- | --------------------------------------------------------- | --------------------------------------------------------- | --------------------------------------------------------- | --------------------------------------------------------- | -------------------------------------------------------------------------------------------- | ---------------------------------------------------------------------- | --------------------------------------------------------- |
| 1                                                                    | I                                                         | Souphanouvong (1909-1995)                                 | 8/1950                                                    | 1/1956                                                    | Thủ tướng Chính phủ kháng chiến                                                              | -                                                                      |                                                           |
| Chủ tịch Ủy ban Trung ương Mặt trận Lào yêu nước (1956-1979)         |                                                           |                                                           |                                                           |                                                           |                                                                                              |                                                                        |                                                           |
| 1                                                                    | II                                                        | Souphanouvong (1909-1995)                                 | 1/1956                                                    | 4/1964                                                    | Ủy viên Bộ Chính trị Đảng Nhân dân Lào                                                       | Đảng Nhân dân Lào                                                      |                                                           |
| 1                                                                    | III                                                       | Souphanouvong (1909-1995)                                 | 4/1964                                                    | 2/1979                                                    | Ủy viên Bộ Chính trị Đảng Nhân dân Cách mạng Lào Chủ tịch nước Cộng hòa Dân chủ Nhân dân Lào | Đảng Nhân dân Lào (đến 2/1972) Đảng Nhân dân Cách mạng Lào (từ 2/1972) |                                                           |
| Chủ tịch Ủy ban Trung ương Mặt trận Lào Xây dựng Đất nước (1979-nay) |                                                           |                                                           |                                                           |                                                           |                                                                                              |                                                                        |                                                           |
| 1                                                                    | IV                                                        | Souphanouvong (1909-1995)                                 | 2/1979                                                    | 10/1986                                                   | Ủy viên Bộ Chính trị Đảng Nhân dân Lào Chủ tịch nước Cộng hòa Dân chủ Nhân dân Lào           | Đảng Nhân dân Cách mạng Lào                                            |                                                           |
| 2                                                                    | IV                                                        | Phoumi Vongvichit (1909-1994)                             | 10/1986                                                   | 9/1987                                                    | Ủy viên Bộ Chính trị Đảng Nhân dân Lào Quyền chủ tịch nước Cộng hòa Dân chủ Nhân dân Lào     | Đảng Nhân dân Cách mạng Lào                                            |                                                           |
| 2                                                                    | V                                                         | Phoumi Vongvichit (1909-1994)                             | 9/1987                                                    | 8/1991                                                    | Ủy viên Bộ Chính trị Đảng Nhân dân Lào Quyền chủ tịch nước Cộng hòa Dân chủ Nhân dân Lào     | Đảng Nhân dân Cách mạng Lào                                            |                                                           |
| 3                                                                    | V                                                         | Khamtai Siphandon (1924-)                                 | 8/1991                                                    | 1/1996                                                    | Ủy viên Bộ Chính trị Đảng Nhân dân Lào Thủ tướng Chính phủ                                   | Đảng Nhân dân Cách mạng Lào                                            |                                                           |
| 3                                                                    | VI                                                        | Khamtai Siphandon (1924-)                                 | 1/1996                                                    | 4/2001                                                    | Ủy viên Bộ Chính trị Đảng Nhân dân Cách mạng Lào Chủ tịch nước Cộng hòa Dân chủ Nhân dân Lào | Đảng Nhân dân Cách mạng Lào                                            |                                                           |
| 4                                                                    | VII                                                       | Sisavath Keobounphanh (1928-2020)                         | 4/2001                                                    | 5/2006                                                    | Ủy viên Bộ Chính trị Đảng Nhân dân Cách mạng Lào                                             | Đảng Nhân dân Cách mạng Lào                                            |                                                           |
| 4                                                                    | VIII                                                      | Sisavath Keobounphanh (1928-2020)                         | 5/2006                                                    | 3/2011                                                    | Ủy viên Bộ Chính trị Đảng Nhân dân Cách mạng Lào                                             | Đảng Nhân dân Cách mạng Lào                                            |                                                           |
| 5                                                                    | VIII                                                      | Phandoungchit Vongsa (1942-2020)                          | 3/2011                                                    | 7/2011                                                    | Ủy viên Bộ Chính trị Đảng Nhân dân Cách mạng Lào                                             | Đảng Nhân dân Cách mạng Lào                                            |                                                           |
| 5                                                                    | IX                                                        | Phandoungchit Vongsa (1942-2020)                          | 7/2011                                                    | 6/2016                                                    | Ủy viên Bộ Chính trị Đảng Nhân dân Cách mạng Lào                                             | Đảng Nhân dân Cách mạng Lào                                            |                                                           |
| 6                                                                    | X                                                         | Saysomphone Phomvihane (1954-)                            | 6/2016                                                    | 3/2021                                                    | Ủy viên Bộ Chính trị Đảng Nhân dân Cách mạng Lào                                             | Đảng Nhân dân Cách mạng Lào                                            |                                                           |
| 7                                                                    | X                                                         | Sinlavong Khoutphaitoun (-)                               | 3/2021                                                    | 11/2021                                                   | Ủy viên Bộ Chính trị Đảng Nhân dân Cách mạng Lào                                             | Đảng Nhân dân Cách mạng Lào                                            |                                                           |
| 7                                                                    | XI                                                        | Sinlavong Khoutphaitoun (-)                               | 11/2021                                                   | nay                                                       | Ủy viên Bộ Chính trị Đảng Nhân dân Cách mạng Lào                                             | Đảng Nhân dân Cách mạng Lào                                            |                                                           |

## Điều kiện gia nhập
Để trở thành thành viên của Mặt trận Lào Xây dựng Đất nước cần:
- Có tinh thần yêu nước, tiến bộ, có ảnh hưởng, được tín nhiệm trong các tổ chức hữu quan và cơ sở ở địa phương.
- Trung thực và tự nguyện trên cơ sở được sự đồng ý của Mặt trận Lào Xây dựng Đất nước ở cấp đó.
- Có khả năng tập hợp đoàn kết rộng rãi.
- Thực hiện đúng các điều lệ và luật pháp của Mặt trận Lào Xây dựng Đất nước.